# 1022 Olympiada
Olympiada (asteroide 1022) é um asteroide da cintura principal com um diâmetro de 26,39 quilómetros, a 2,32705 UA. Possui uma excentricidade de 0,1711932 e um período orbital de 1 718,38 dias (4,71 anos).
Olympiada tem uma velocidade orbital média de 17,77528368 km/s e uma inclinação de 21,06438º.
Esse asteroide foi descoberto em 23 de junho de 1924 por Vladimir Albitzkij.